# ردواتر (تگزاس)
ردواتر، تگزاس (به انگلیسی: Redwater, Texas) یک شهر در ایالات متحده آمریکا با جمعیت ۱٬۰۵۷ نفر است که در تگزاس واقع شده‌است.

## موقعیت جغرافیایی
موقعیت جغرافیایی شهرها و مناطق اطراف به شرح زیر است: